# Meiling (köpinghuvudort i Kina, Jiangxi Sheng, lat 28,79, long 115,75)
Meiling är en köpinghuvudort i Kina. Den ligger i provinsen Jiangxi, i den sydöstra delen av landet, omkring 18 kilometer nordväst om provinshuvudstaden Nanchang. Antalet invånare är 5 214. Befolkningen består av 2 577 kvinnor och 2 637 män. Barn under 15 år utgör 21,0 %, vuxna 15-64 år 64 %, och äldre över 65 år 13,0 %.
Runt Meiling är det tätbefolkat, med 356 invånare per kvadratkilometer. Närmaste större samhälle är Nanchang, 16,0 km sydost om Meiling. I omgivningarna runt Meiling växer i huvudsak blandskog.
Genomsnittlig årsnederbörd är 2 096 millimeter. Den regnigaste månaden är juni, med i genomsnitt 340 mm nederbörd, och den torraste är oktober, med 36 mm nederbörd.